# 5258 Rhoeo
5258 Rhoeo è un asteroide troiano di Giove del campo greco. Scoperto nel 1989, presenta un'orbita caratterizzata da un semiasse maggiore pari a 5,1686364 au e da un'eccentricità di 0,0775768, inclinata di 5,91805° rispetto all'eclittica.
Nel 1994 l'asteroide era stato battezzato 5258 Yamatotakeru, ma la denominazione è stata successivamente abrogata e assegnata a 5282 Yamatotakeru. Ha poi ricevuto nel 2021 la denominazione attuale.
L'asteroide è dedicato a Reo, madre di Anio che profetizzo il decennale assedio di Troia.